# Cercle international de jeunesse
Pour les articles homonymes, voir CIJ.
Le Cercle international de jeunesse (CIJ) fut fondé en 1928 sous l’impulsion du Centre quaker international de Paris, plus particulièrement par le compositeur Fred Barlow et surtout son épouse Ella.
Le CIJ (dont le siège était sis 12, rue Guy-de-la-Brosse, dans le 5e arrondissement) regroupait des jeunes gens, français et étrangers, pour différentes activités :
- conférences (causeries-débats) du mardi
- balades et excursions du dimanche
- sorties culturelles (visites artistiques et documentaires)

## Les conférences du CIJ
Quelques exemples des causeries-débats du CIJ :
- Mardi 2 mars 1937 : Proudhon pendant la Seconde République, par Georges Duveau
- Mardi 9 mars 1937 : Le mouvement syndical en France en 1937, par René Belin, secrétaire adjoint de la CGT
- Mardi 16 mars 1937 : Les milieux catholiques en France, par Georges Bidault, rédacteur en chef de l’Aube.
- Mardi 23 mars 1937 : Débat sur la paix, avec René Berthollet
- Mardi 6 avril 1937 : La situation actuelle du théâtre en France, par Pierre-Aimé Touchard, critique théâtral
- Mardi 20 avril 1937 : La vie universitaire aux USA, par William Wistar Comfort (en), président de Haverford College.
- Mardi 27 avril 1937 : Influence de Charles Péguy sur la jeunesse française. Lectures, par Georges Izard, député de Meurthe-et-Moselle.
- Mardi 4 mai 1937 : Le Progrès humanitaire et le Droit des gens, par Albert de Geouffre de La Pradelle, Professeur à la Faculté de Droit de Paris.
- Mardi 11 mai 1937 : Espagne, par José Bergamin, directeur de la revue Criz y Raya
- Mardi 18 mai 1937 : Le complexe de Gulliver, par Oliver Brachfeld (de), docteur ès lettres
- Mardi 1er juin 1937 : Où l’Angleterre conduit-elle la France ?, par Maurice Schumann
- Mardi 15 juin 1937 : Le langage et la structure de la vie, par le Docteur Eugène Minkowski, médecin consultant à l’hôpital Henri-Rousselle
- Mardi 22 juin 1937 : Le Rôle social et international de la Société des Amis, par Pierre Échard
- Mardi 29 juin 1937 : La Municipalité en Service social : Suresnes, laboratoire, par Louis Boulonnois, secrétaire général de la mairie.
- Mardi 1er février 1938 : L’accord franco-allemand est-il possible ?, par Maurice Schumann
- Mardi 8 février 1938 : Néo-socialisme, par Georges Maleville
- Mardi 15 février 1938 : L’Indo-Chine, par Bùi Quang Chiêu, représentant des populations autochtones de la Cochinchine au Conseil Supérieur de la France d’Outre-Mer
- Mardi 22 février 1938 : Le Brésil et l’influence française, par François Perroux
- Mardi 1er mars 1938 : Témoignage sur l’URSS, par Georges Friedmann
- Mardi 8 mars 1938 : La SDN et l’Université, par Étienne Lajti
- Mardi 15 mars 1938 : Panorama du judaïsme contemporain, par le rabbin Maurice Liber
- Mardi 22 mars 1938 : La révolution de 1848, par Georges Bourgin

## Les secrétaires du CIJ
- Pierre Meile
- Savin
- Jean Train
- Pierre Brodin
- Marthe Norgeu
- Roland Assathiany (fils de Sossipatré Assathiany)